# フーガ (航空機メーカー)
フーガ（Etablissements Fouga et Cie）はフランスの航空機メーカーである。
1920年にガストン・フーガ(Gaston Fouga)によってベジエ（Béziers）に設立された。当初は鉄道車両の修理工場であったが、後にアイル・シュール・アドーロの木工工場で製作された航空機によって有名になった。
ルイ・ブレゲーの技術的アドバイスを受け、1936年に航空機技術者 ピエール・モーブッサン(Pierre Mauboussin) の設計を購入し、またモーブッサンを雇用して航空機の製作を始めた。更にデヴォアティーヌで働いていた航空機技術者 ロベール・キャステロ(Robert Castello)が加わり、初期のフーガの機体はキャステル・モーブッサンと呼ばれ、その後も2人の頭文字であるCMの記号がつけられた。
フーガの最も成功した製品は戦後製作された軍用練習機のCM.170 マジステールで、グライダーの設計経験が生かされており、その特徴はスレンダーなテーパー翼に見られる。マジステールの成功によって1953年に新しい工場を建設した。1958年にフーガの資産はすべてポテーズに買収され、1961年の末にはフーガのブランド名は消滅した。

## 機体リスト
- キャステル・モーブッサン CM.7（英語版） - 高性能グライダー、1948年。2機製造。
- フーガ CM.8（英語版） - グライダー、1949年。
- フーガ CM.10（英語版） - 強襲用グライダー、1947年。
- フーガ CM.88 ジェモー（英語版） - エンジンテスト機、1951年。2機分のCM.8を横に繋いだ双子機形状をしていた。1機のみ製造。
- フーガ CM.170 マジステール - 軍用ジェット練習機。1952年。929機製造。
- フーガ CM.175 ゼフィール（英語版） - 1956年。マジステールにアレスティングフックなどを装着したフランス海軍向け艦載機型。30機製造。